# Parupeneus pleurostigma

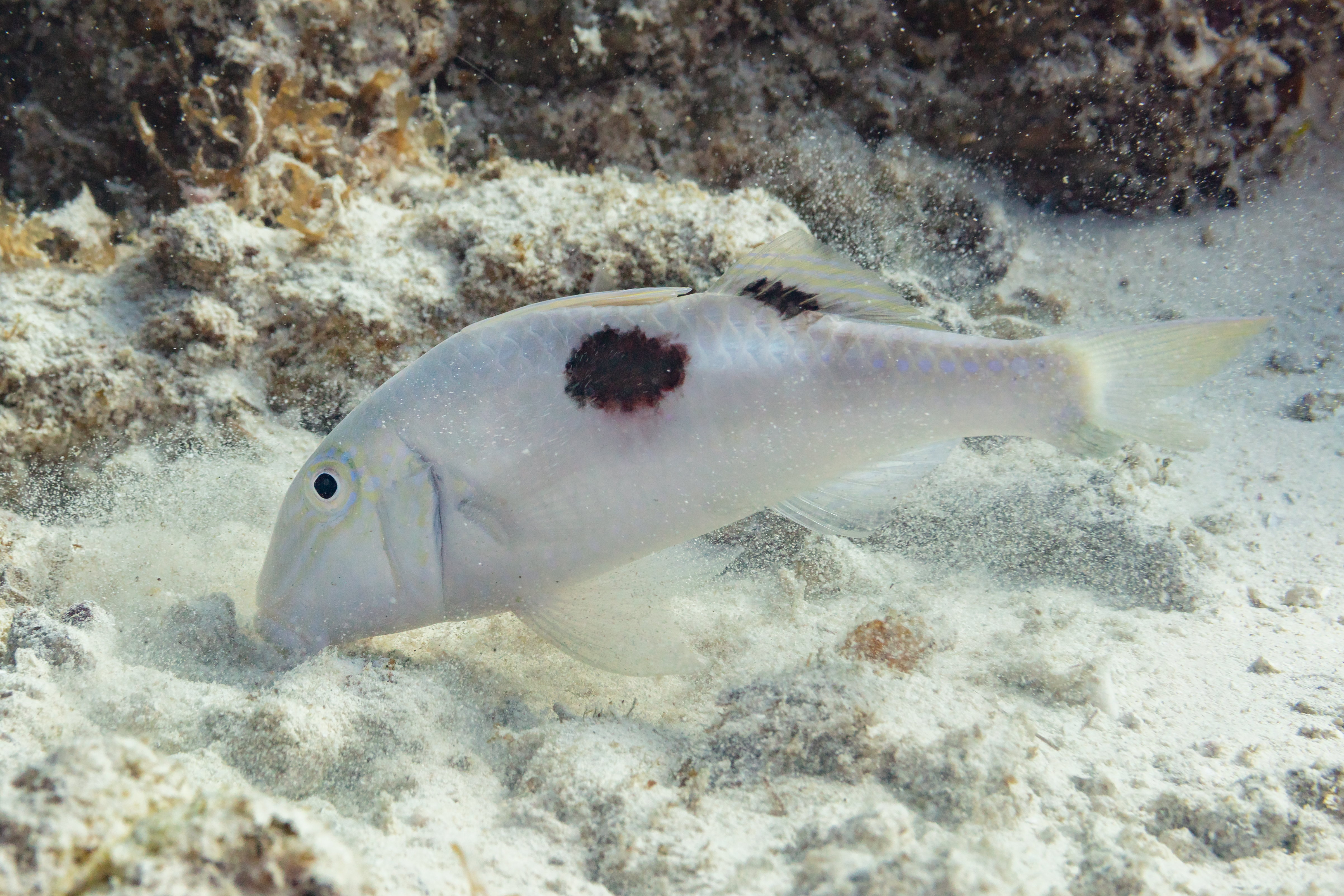
Ejemplar en Zanzíbar, Tanzania.

Parupeneus pleurostigma es una especie de peces de la familia Mullidae en el orden de los Perciformes.

## Morfología
Los machos pueden llegar alcanzar los 33 cm de longitud total.

## Distribución geográfica
Se encuentra desde el África Oriental hasta Hawaii, las Islas Marquesas, las Tuamotu, las Islas Ryukyu y la Isla de Pascua.

## Hábitat
Es un pez de mar.